# ツヨシっ!
ツヨシっ! は、かつてワタナベエンターテインメントに所属していた日本のお笑いコンビ。

## メンバー
- ノディ（1994年7月26日（30歳）[2] - ）
ツッコミ担当、立ち位置は向かって右。
神奈川県出身。神奈川県立湘南高校、国士舘大学卒業[3]。
三姉妹の次女[4][5]。
小学生の時の2006年、国立競技場で行われた陸上競技の全国大会に出場している[6]。
教員免許を持っている。学校の教員になるか芸人になるかギリギリまで悩んでいた時期があった[7]。
お笑いを始めたきっかけは、『世界の果てまでイッテQ!』（日本テレビ）を観て、これに出たいと思ったこと[8]。
イラストを描くのが得意で、鉛筆で写真と見間違うほどのリアルな似顔絵を描ける[9]。イラストの画風は独学で身につけた[10]。同じ事務所の先輩であるAマッソの映像漫才でのイラスト[11]、中山秀征のLINEスタンプのイラストも手掛けている[12]。
林修のモノマネが得意[9]。しかし自分から進んでモノマネしているのではなく勝手に似ているだけ。
卓球選手の伊藤美誠のそっくりさんを自称して、同じ卓球選手の水谷隼のそっくりさんとして話題を集める波田陽区が呼び掛けた「伊藤美誠のそっくりさん募集」に応じ、波田からも大いに気に入られた[13]。
スニーカー好き[9]。
目玉じゃくしという、ノディの目をオタマジャクシに見立てたギャグがあるが本人は絶滅したと言っている[14]。
加納愛子（Aマッソ）率いるAマッソ加納軍団(フワちゃん、まいあんつ、ゆうき（らびっとビーチ）他)に属している[15]。

- モチダ・ポ・ソフィ（1996年1月13日（29歳）[2] - ）
ボケ・キャプテン担当、立ち位置は向かって左。漫才の際には、右腕に「C」マークの腕章を巻いていたことがあった[2]。
広島県出身のため、広島弁を喋る。
大学では法律を学んでいた[16]。
お笑いを始めたきっかけは、『いきなり!黄金伝説。』（テレビ朝日）の企画『よゐこの無人島0円生活』を観たことで、芸人になりたいと思ったこと[8]。
オカリナが得意[17]。
芸名の由来はカタカナの「ポ」が好きで、外国人の名前がかっこよくて響きがいいので「ソフィ」[18]。
村上愛（Aマッソ）と仲が良く、影響を受けやすい[19]。他に、好きで憧れている芸人はオリエンタルラジオとも話している[8]。
火曜日と木曜日の夜にガンプラ配信を行っている[20]。
自分が率いる芸人集団「モチダ軍団」(メンバーはおなご・かすみ、フタリシズカ・かりこる、クロサワ・東壱晟、梵天（二人とも））を持っている[21][22][23]。

## 概要・来歴
2人ともワタナベコメディスクール21期出身で、2015年10月1日結成。漫才、コント共に行う。ネタ中にもモチダの広島弁を取り入れることがある。
お互い大学生時代に養成所へ入った。
ファンや配信視聴者のことを「絆」と呼んでいる。
「Aマッソのゲラニチョビ」ではノディより先にノディの母が出演している。
女芸人No.1決定戦 THE Wでは2019年・2022年に準決勝進出。
ワタナベお笑いNo.1決定戦では、2022年・2023年に準決勝進出。
2023年11月19日、同年12月5日の主催ライブ『ツヨシっ！ラストライブ』（高円寺ジュンジョー）を以てツヨシっ! としての活動を終了して共にワタナベを退所、モチダは芸人活動を続け、ノディは芸人を引退することを報告。モチダはピンで活動した後、2024年7月よりワタナベコメディスクール同期のまきしまきおと仮コンビ「本気プリプリボンバー」を組んで活動を開始。2025年1月1日、本気プリプリボンバーは正式にコンビ結成したことを発表。

## 出演

### テレビ
- なら≒デキ〜○○なら××デキるはず〜（テレビ朝日）- 2016年10月27日、2017年9月28日
- 爆笑そっくりものまね紅白歌合戦（フジテレビ）- 2016年9月2日 ノディのみ、林修のものまねで出演[34]
- 探シタラTV（テレビ朝日）- 2020年8月20日深夜（21日）、9月4日深夜（5日）※モチダのみ
- ウチのガヤがすみません!（日本テレビ）- 2020年11月17日[10]
- 世界一短いネタ番組 15ビョーーーン（テレビ東京）- 2021年6月6日[35]
- サンデージャポン（TBS）- ノディのみ伊藤美誠のそっくりさんとして、水谷隼に扮した波田陽区と共に出演[36]。
- 中居大輔と本田翼と夜な夜なラブ子さん（TBS）- 2021年8月21日[37]
- 冗談騎士 年またぎスペシャル 冗–1グランプリ2021（BSフジ）- 2021年12月31日　ゼンモンキーのユニットコントメンバーとして出演[38]。
- 知らなくて委員会（北海道放送）- 2022年3月23日[39]
- 負けるな!熱血ハナコのお笑い部（テレビ埼玉）- 2022年5月4日[40]
- 有吉ジャポンII ジロジロ有吉（TBS）- 2022年9月10日[41]、9月17日[42]、11月5日[43]、11月12日[44]
- ロッチと子羊（NHK教育）- 2023年5月25日、「新宿お笑い芸人の悩み」の企画に出演[45]
- スケートボードTV（NHK BS1）- 2023年6月9日、ノディのみ「スケーター応援プロジェクト 芸人が1か月で新技挑戦!」の企画に出演[46]

以下は解散後、モチダのみ出演
- 笑えない父と笑わせたい愛娘（ABCテレビ）- 2024年3月30日[47]

### ラジオ
- お笑いトレジャー! 倉本美津留ランド（渋谷のラジオ）- 2019年7月15日[48]

### ライブ
- 単独ライブ
  - 第1回『ポッピングサーカス』（2019年7月3日、東京・新宿バティオス）
  - 第2回『ポヨリン大作戦 オ、サマーサマー!!』（2022年6月2日、東京・新宿バティオス）[49]
  - 第3回『POST』（2023年6月5日、東京・渋谷ユーロライブ）[50]
- ツヨシっ！・ターリーターキーミニツーマンライブ（同期のプロダクション人力舎所属・ターリーターキーとのツーマンライブ）
  - 「なかよぴ」（2022年4月4日、新宿ブリーカー）[51]
  - 「なかよぴ2」（2023年2月20日、新宿ブリーカー）[52]
  - 「なかよぴvol.2.5」（2023年9月5日、シアターミネルヴァ）[53]
  - 「なかよぴvol.3」（2023年10月12日、シアターミネルヴァ）[54]
- 「ツヨシっ！ラストライブ」（2023年12月5日、高円寺ジュンジョー）[55]